# Champagne (wijnstreek)

De champagnestreek

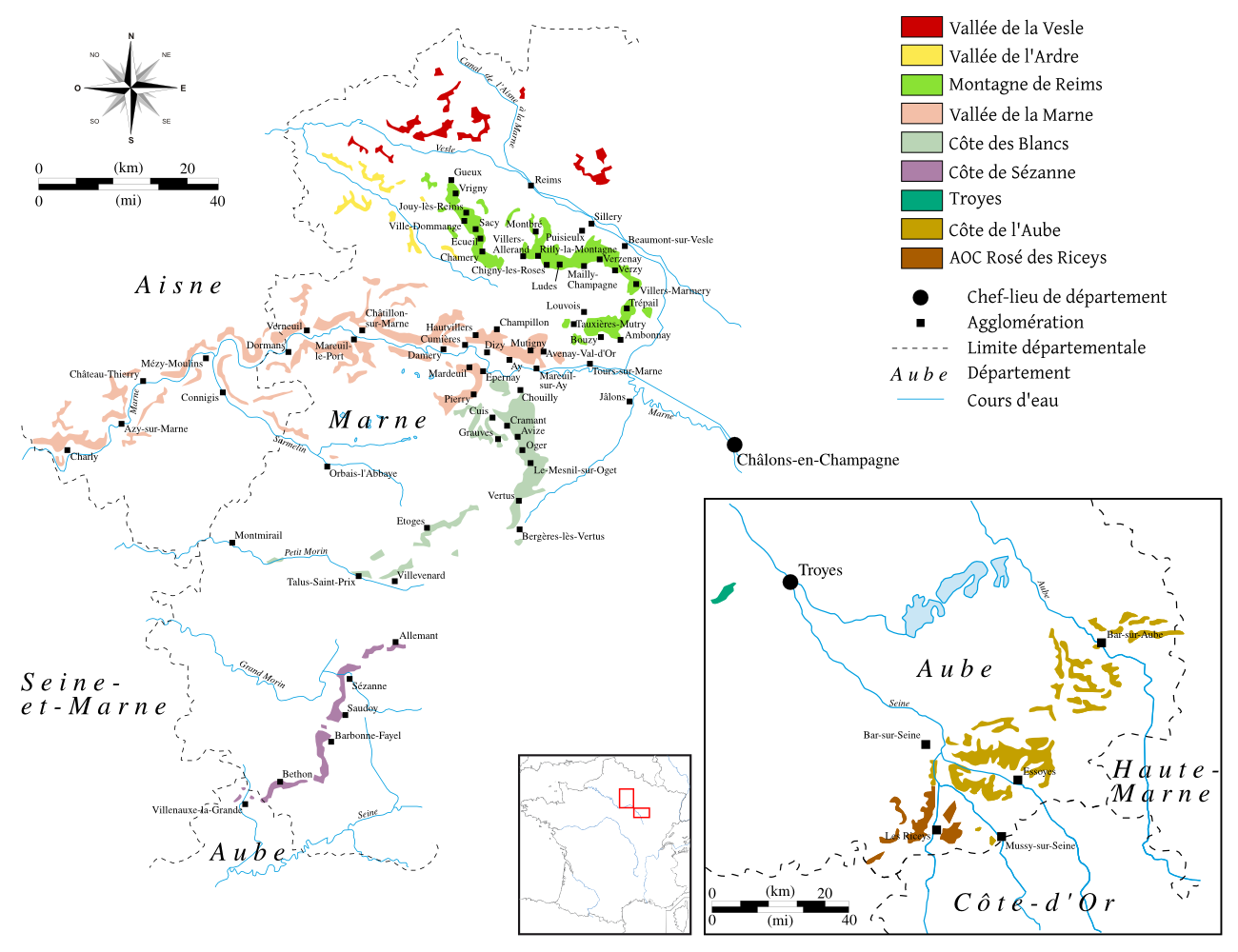
Detailkaart wijngebied

Champagne (la Champagne) is Frankrijks noordelijkste wijnstreek en staat bekend om zijn mousserende wijnen die als enige ter wereld de naam "champagne" (le champagne) mogen dragen. Daarnaast worden ook enkele niet-mousserende witte en rode wijnen geproduceerd onder de AOC "Coteaux Champenois".

## Ligging
De regio ligt in noordoosten van Frankrijk en is het meest noordelijke gebied geschikt voor de wijnbouw in het land. Door het gebied stroomt de Marne, een zijriver van de Seine. De meeste aanplant staat in het departement Marne, maar ook in Aisne en Aube liggen wijngaarden die tot de streek behoren.
Champagne bestaat uit twee regio's. De noordelijke regio ligt rondom de driehoek Reims (N), Épernay (W) en Châlons-en-Champagne (ZO). De zuidelijke regio ligt ten zuiden van Châlons en wordt begrensd door Bar-sur-Aube (N0), Bar-sur-Seine (W) en Mussy-sur-Seine (Z).
Als gevolg van de wereldwijde, grote vraag naar champagne en de daaruit voortvloeiende schaarste, werd in 2008 door de Franse wijnbranche unaniem besloten de officiële champagnestreek uit te breiden met ongeveer 2.500 hectare, waardoor meer wijn geproduceerd kan worden. In plaats van de oorspronkelijke 319 districten die het predicaat champagne aan mousserende wijn kunnen geven, behoren na de uitbreiding 357 districten tot de champagnestreek.

## Klimaat en grond
Het klimaat is vrij mild en staat onder invloed van een maritieme luchtstroom vanaf de Atlantische Oceaan. De winters zijn zacht en de zomers kunnen heet zijn. Gedurende het gehele jaar valt er vrij regelmatig neerslag.
| Maand                  | jan  | feb  | mrt  | apr  | mei  | jun  | jul  | aug  | sep  | okt  | nov  | dec  | Jaar  |
| ---------------------- | ---- | ---- | ---- | ---- | ---- | ---- | ---- | ---- | ---- | ---- | ---- | ---- | ----- |
| Gemiddeld maximum (°C) | 6,2  | 7,7  | 11,9 | 15,2 | 19,5 | 22,7 | 25,7 | 25,4 | 21,2 | 16,3 | 10,1 | 6,7  | 15,2  |
| Gemiddeld minimum (°C) | −0,1 | −0,3 | 2,0  | 3,7  | 7,8  | 10,7 | 12,8 | 12,6 | 9,6  | 6,8  | 3,0  | 0,8  | 5,7   |
|                        |      |      |      |      |      |      |      |      |      |      |      |      |       |
| Neerslag (mm)          | 50,5 | 42,1 | 47,7 | 50,9 | 61,7 | 56,6 | 54,4 | 52,2 | 53,3 | 63,6 | 51,2 | 60,6 | 644,8 |
| Zonuren (uur/dag)      | 2,2  | 3,2  | 4,6  | 6,2  | 6,9  | 7,6  | 7,6  | 7,6  | 6,0  | 4,0  | 2,2  | 1,7  | 5     |
| Bron: Meteo France     |      |      |      |      |      |      |      |      |      |      |      |      |       |

De bodem van de champagnestreek bestaat uit een dikke laag krijt bedekt met een dunne laag vruchtbare aarde. De kalkbodem is zeer geschikt voor de druivenstokken die met de wortels diep in de grond doordringen. De dikke krijtlaag is ook zeer geschikt voor het uithouwen van kelders. In de kelders heerst een constante temperatuur van ongeveer 10 graden Celsius en een constante luchtvochtigheid waar de champagne in wordt opgeslagen tot het moment van verkoop.

## Druivenrassen
Champagne mag gemaakt worden van een beperkt aantal druivenrassen:
- pinot noir (blauw druivenras) groeit op 38% van het oppervlak. De heldere most van deze blauwe druiven (Fransen spreken van "zwarte druiven") levert een wijn op die structuur en karakter aan de champagne geeft.
- pinot meunier (blauw druivenras) groeit op 32% van het gebied. Deze druif zorgt in de champagnes voor een fruitige smaak. De sterke druivenstokken van de pinot meunier kunnen goed tegen vorst, wind en kou wat in het noordelijk gelegen wijngebied een groot voordeel is. Het nadeel van de druif is dat een wijn met veel pinot meunier slecht rijpt. Toch worden champagnes van uitsluitend pinot meunier of overwegend pinot meunier bij wijnproeverijen soms bekroond.
- chardonnay (wit druivenras) dat op 28% van het oppervlak wordt verbouwd. De wijnstokken van dit ras vindt men vooral in de Côte des Blancs. De chardonnay geeft de champagne frisheid en zuren. Van deze druif kunnen zowel de cuvée als de taille, de minder zure tweede persing, voor een goede champagne worden gebruikt. Veel grote champagnehuizen gebruiken nooit most van pinot noir of pinot meunier uit de taille. Die wordt verkocht aan minder kieskeurige champagnefabrikanten die er een harde en grove wijn van maken. De taille van de chardonnay wordt gebruikt door Louis Roederer.

De meeste champagne is een blend of "assemblage" van deze drie. Wanneer er alleen gebruik wordt gemaakt van de chardonnay vermeldt men op het etiket dat het om een blanc de blancs gaat. Wanneer enkel de pinot noir of pinot meunier wordt gebruikt, spreekt men over een blanc de noirs.
Dan zijn er nog vijf toegestane druivenrassen waarvan alleen de arbane en de pinot blanc vrai geregeld worden gebruikt in de assemblages.
- arbane,
- petit meslier,
- pinot de juillet,
- pinot gris vrai ook wel fromenteau genoemd.
- pinot blanc vrai.

## Statistieken
In totaal beslaat het areaal voor de champagne zo'n 33.700 hectare. Hiervan ligt ruim 70% in het departement Marne, ongeveer 20% in Aube en minder dan 10% in Aisne. Van alle Franse wijngebieden kent deze streek de hoogste opbrengst per hectare.
Het rendement per hectare mag in beginsel niet groter zijn dan 10.400 kilogram druiven die bij de eerste persing (de cuvée) 66,3 hectoliter most per hectare oplevert. Uit wat rest mag de taille worden geperst. Het sterk terugsnoeien van de stokken en het uitdunnen van de trossen druiven levert een betere smaak op. In de Champagne mag de jonge wijn met suiker gechaptalliseerd worden om het vereiste alcoholpercentage te verkrijgen. In zeer goede wijnjaren met een overvloedige oogst verhoogt de Franse overheid soms de maximale opbrengst; zo was die in 1998 verhoogd tot 82,5 hectoliter most per hectare.
Bij de ingewikkelde productie van champagne gaat in de kelder 1,5% verloren en bij de uiteindelijke dégorgement verliest de fabrikant nog eens 0,5%. Zo kunnen na ten minste 18 maanden rijpen per 100 liter champagne 133 normale flessen van 75 centiliter worden gemaakt. 
De productie per jaar schommelt afhankelijk van de weersomstandigheden. Het areaal neemt wel iets toe, maar dit heeft nauwelijks invloed op de totale productie. In de periode 2004 tot en met 2014 lag de jaarproductie tussen de 250 en 300 miljoen liter. Hiervan wordt ruim een derde geëxporteerd en vooral het Verenigd Koninkrijk is een grote afzetmarkt. De Verenigde staten en Duitsland volgen op de tweede en derde plaats gemeten naar aantal flessen.

## Huizen, cuvées de prestige en eigenaren
Champagne onderscheidt zich van andere Franse wijnbouwgebieden in die zin dat plaatsen en wijnbouwers nauwelijks enige bekendheid genieten. De champagne is een mengwijn zolang de wijn maar uit het vastgestelde gebied komt. Er zijn veel bezitters van wijngaarden die hun druivenoogst verkopen aan de bekende champagnehuizen of coöperaties. De coöperaties leveren ongeveer een derde van het totale volume aan champagne en de royale meerderheid van de verkopen zijn nog in handen van de champagnehuizen waarvan sommige wereldwijd bekend zijn.
| Huis                        | Gesticht in | Vestigingsplaats       | "Cuvée de prestige" (de beste champagne van het huis) "Vintage" indien van toepassing                                         | Eigenaar                                 |
| --------------------------- | ----------- | ---------------------- | --- | ---------------------------------------- |
| Abelé                       | 1757        | Reims                  | Sourire de Reims | Freixenet                                |
| Ayala                       | 1860        | Ay                     | Ayala Brut Millesimé (Vintage)                                                                                                | Société Jacques Bollinger                |
| Billecart-Salmon            | 1818        | Mareuil-sur-Ay         | Cuvée Nicolas Francois Billecart Millesime Clos St Hilare Blanc de Noirs Brut                                                 | Zelfstandig bedrijf                      |
| Binet                       | 1849        | Reims                  | Binet Brut Elite Binet Elite Rosé (Binet Rosé de saignée) Binet Elite Blanc de Noirs Binet Médaillon Rouge (Vintage)          | Zelfstandig bedrijf                      |
| Boizel                      | 1834        | Épernay                | Joyau de France (Vintage) | Groupe Boizel, Chanoine, Champagne (BCC) |
| Bollinger                   | 1829        | Ay                     | Vieilles Vignes Françaises (Vintage) R.D. (Récemment Dégorgé) (Vintage)                                                       | Société Jacques Bollinger                |
| Raymond Boulard             | 1952        | La Neuville-aux-Larris | | Zelfstandig bedrijf                      |
| Brice                       | 1994        | Bouzy                  | | Zelfstandig bedrijf                      |
| Edouard Brun                | 1898        | Ay                     | | Zelfstandig bedrijf                      |
| Bruno Paillard              | 1981        | Reims                  | Bruno Paillard Nec Plus Ultra (Vintage) Bruno Paillard brut première cuvée (Vintage)                                          | Zelfstandig bedrijf                      |
| Besserat de Bellefon        | 1843        | Épernay                | Cuvée des Moines | Lanson-BCC                               |
| Canard-Duchêne              | 1868        | Ludes                  | Grande Cuvée Charles VII | Groupe Thiénot                           |
| Cattier                     | 1918        | Chigny-les-Roses       | Clos du Moulin | Zelfstandig bedrijf                      |
| Chanoine Frères             | 1730        | Reims                  | Gamme Tsarine | Groupe Boizel, Chanoine, Champagne (BCC) |
| Charles Heidsieck           | 1851        | Reims                  | Blanc des Millénaires (Vintage)                                                                                               | Rémy-Cointreau                           |
| Veuve Cheurlin              | 1919        | Celles-sur-Ource       | | Zelfstandig bedrijf                      |
| Comte de Dampierre          | 1880        | Chenay                 | | Zelfstandig bedrijf                      |
| Cuperly                     | 1977        | Verzy                  | | Zelfstandig bedrijf                      |
| De Castellane               | 1895        | Épernay                | De Castellane Commodore (Vintage)                                                                                             | Laurent Perrier                          |
| Charles de Cazanove         | 1811        | Reims                  | De Cazanove Stradivarius | Groupe Rapeneau                          |
| Telmont                     | 1912        | Épernay                | De Telmont Commodore (Vintage)                                                                                                | Laurent Perrier                          |
| De Venoge                   | 1837        | Épernay                | Grand Vin des Princes (Vintage)                                                                                               | Groupe Boizel, Chanoine, Champagne       |
| Delamotte                   | 1760        | Le Mesnil-sur-Oger     | | Laurent-Perrier                          |
| Deregard Massing            | 1936        | Avize                  | | Zelfstandig bedrijf                      |
| Desmoulins                  | 1908        | Épernay                | | Zelfstandig bedrijf                      |
| Deutz                       | 1838        | Ay                     | Amour de Deutz (Vintage) | Louis Roederer                           |
| Dosnon & Lepage             | 2007        | Avirey-Lingey          | | Zelfstandig bedrijf                      |
| Duval-Leroy                 | 1859        | Vertus                 | Femme de Champagne (alleen bij een bovengemiddeld goede oogst) Fleur de Champagne (alleen bij een bovengemiddeld goede oogst) | Familiebedrijf                           |
| Gardet                      | 1895        | Chigny-les-Roses       | | Zelfstandig bedrijf                      |
| Henri Giraud                | 1975        | Ay                     | |                                          |
| Gosset                      | 1584        | Ay                     | Celebris (Vintage) Grand Millésime (Vintage)                                                                                  | Renaud-Cointreau                         |
| Alfred Gratien              | 1864        | Épernay                | | Henkell & Söhnlein                       |
| Nicolas Gueusquin           | 1994        | Dizy                   | |                                          |
| Heidsieck & Co Monopole     | 1785        | Épernay                | Diamant Bleu (Vintage) | Vranken-Pommery Monopole                 |
| Henriot                     | 1808        | Reims                  | Henriot Cuvée des Enchanteleurs (Vintage) Henriot brut Souverain (Vintage)                                                    | Zelfstandig bedrijf                      |
| Irroy                       | 1820        | Reims                  | |                                          |
| Ivernel                     | 1963        | Ay                     | | Renaud-Cointreau                         |
| Jacquesson & Fils           | 1798        | Dizy                   | Avize Grand Cru (Vintage) | Zelfstandig bedrijf                      |
| Jacquinot & Fils            | 1947        | Épernay                | |                                          |
| Jeeper                      | 1944        | Épernay                | |                                          |
| Joseph Perrier              | 1825        | Châlons-en-Champagne   | | Groupe Thiénot                           |
| Krug                        | 1843        | Reims                  | Krug (Vintage) Clos du Mesnil (alleen bij een bovengemiddeld goede oogst)                                                     | LVMH                                     |
| Charles Lafitte             | 1848        | Épernay                | Orgueil de France (alleen bij een bovengemiddeld goede oogst)                                                                 | Vranken-Pommery Monopole                 |
| Lallier                     | 1966        | Ay                     | |                                          |
| Lanson                      | 1760        | Reims                  | Lanson Noble Cuvée (Vintage)                                                                                                  | Lanson-BCC                               |
| Laurent-Perrier             | 1812        | Tours-sur-Marne        | Grand Siècle | Laurent Perrier                          |
| Lemoine                     | 1857        | Tours-sur-Marne        | | Laurent Perrier                          |
| A.R. Lenoble                | 1920        | Damery                 | |                                          |
| Lombard & Cie               | 1925        | Épernay                | | Zelfstandig bedrijf                      |
| Mansard Baillet             | 1910        | Épernay                | | Rapeneau                                 |
| Marie Stuart                | 1867        | Reims                  | Marie Stuart Cuvée de la Sommelière Marie Stuart Brut Millésimé (Vintage)                                                     | Alain Thiénot                            |
| G.H. Martel & Co.           | 1869        | Reims                  | | Rapeneau                                 |
| Mercier                     | 1858        | Épernay                | Mercier Vendange (Vintage) | LVMH                                     |
| Meunier & Cie               | 1894        | Ay                     | Meunier & Cie Cuvee du Fondateur                                                                                              |                                          |
| Charles Mignon-Léon Launois | 1995        | Épernay                | | Stock company                            |
| Pierre Mignon               | 1970        | Le Breuil              | | Zelfstandig bedrijf                      |
| Moët & Chandon              | 1743        | Épernay                | Moët & Chandon Dom Pérignon (Vintage)                                                                                         | LVMH                                     |
| Montaudon                   | 1891        | Reims                  | | LVMH                                     |
| Moutard-Diligent            | 1927        | Buxeuil                | Moutard-Diligent Vieilles Vignes "cépage Arbane" Cuvée "6 Cépages"                                                            | Zelfstandig bedrijf                      |
| Mumm                        | 1827        | Reims                  | Mumm de Cramant | Pernod Ricard                            |
| Perrier-Jouët               | 1811        | Épernay                | Perrier-Jouët Belle Époque (Vintage)                                                                                          | Pernod Ricard                            |
| Philipponnat                | 1522        | Mareuil-sur-Ay         | Clos des Goisses (Vintage) | Lanson-BCC                               |
| Piper-Heidsieck             | 1785        | Reims                  | Piper-Heidsieck Rare | Rémy-Cointreau                           |
| Pol Roger                   | 1849        | Épernay                | Pol Roger Sir Winston Churchill (Vintage)                                                                                     | Zelfstandig bedrijf                      |
| Pommery                     | 1836        | Reims                  | Pommery Cuvée Louise (Vintage)                                                                                                | Vranken-Pommery Monopole                 |
| Eugène Ralle                | 1925        | Verzenay               | |                                          |
| Louis Roederer              | 1776        | Reims                  | Cristal (Vintage) | Familiebedrijf                           |
| Ruinart                     | 1729        | Reims                  | Ruinart Dom Ruinart (Vintage) Ruinart blanc de blancs (Vintage)                                                               | LVMH                                     |
| Louis de Sacy               | 1967        | Verzy                  | | Zelfstandig bedrijf                      |
| Salon                       | 1905        | Le Mesnil-sur-Oger     | Champagane Salon vintage (Vintage)                                                                                            | Laurent-Perrier                          |
| Cristian Senez              | 1973        | Essoyes                | | Zelfstandig bedrijf                      |
| Soutiran                    | 1990        | Ambonnay               | | Zelfstandig bedrijf                      |
| Taittinger                  | 1734        | Reims                  | Comtes de Champagne (Vintage)                                                                                                 | Taittinger                               |
| Thiénot                     | 1985        | Reims                  | Cuvée Alain Thiénot (Vintage) Cuvée Stanislas (Vintage) Cuvée Garance (Vintage) La vigne aux Gamins (Vintage)                 | Groupe Thiénot                           |
| Veuve Clicquot Ponsardin    | 1772        | Reims                  | La Grande Dame (Vintage) Carte jaune (Vintage) Clicquot Rich Reserve (Vintage)                                                | LVMH                                     |
| Vranken                     | 1979        | Épernay                | Vranken Demoiselle (alleen bij een bovengemiddeld goede oogst)                                                                | Vranken-Pommery Monopole                 |

## Trivia
Overigens is Champagne ook de naam van een Zwitsers dorp dat wijn produceert onder de naam "champagne", geheel tegen de zin van de Fransen. Hierover is een zaak aanhangig bij het Europese Hof in Luxemburg (Case T-212/02).